# Carol Thurston
Pour les articles homonymes, voir Thurston.

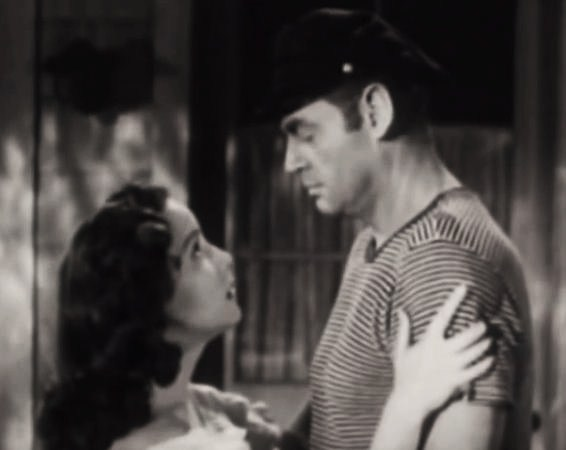
Avec Johnny Weissmuller, dans Swamp Fire (1946)

Carol Thurston est une actrice américaine, née le 27 septembre 1923 dans le Dakota du Nord, morte le 31 décembre 1969 à Los Angeles — quartier d'Hollywood (Californie).

## Biographie
Au cinéma, les deux premiers films de Carol Thurston sont L'Odyssée du docteur Wassell de Cecil B. DeMille (avec Gary Cooper et Laraine Day) et Les Conspirateurs de Jean Negulesco (avec Hedy Lamarr et Paul Henreid), sortis en 1944.
Parmi ses dix-neuf autres films américains (dont des westerns), citons Les Flèches brûlées de Ray Enright (1952, avec Sterling Hayden et Forrest Tucker) et Les Perles sanglantes d'Allan Dwan (1955, avec Virginia Mayo et Dennis Morgan). Son avant-dernier film est Les Cavaliers de l'enfer d'Herbert Coleman (1961, avec Audie Murphy et John Saxon). Le dernier sort en 1963.
Pour la télévision, elle contribue à vingt-cinq séries entre 1949 et 1961. La première est The Lone Ranger, avec deux épisodes diffusés respectivement en 1949 et 1950. Suivent notamment Les Aventures de Kit Carson (six épisodes, 1952-1953) et Rawhide (un épisode, 1959).
Carol Thurston meurt prématurément en 1969 à 46 ans, par suicide.

## Filmographie

### Cinéma (intégrale)
- 1944 : L'Odyssée du docteur Wassell (The Story of Dr. Wassell) de Cecil B. DeMille : « Three Martini »
- 1944 : Les Conspirateurs (The Conspirators) de Jean Negulesco : Rosa
- 1945 : China Sky de Ray Enright : Siu-Mei
- 1946 : Swamp Fire de William H. Pine : Toni Rousseau
- 1947 : Jewels of Brandenburg d'Eugene Forde : Carmelita Mendoza
- 1947 : The Last Round-up (en) de John English : Lydia Henry
- 1948 : Légion étrangère (Rogues' Regiment) de Robert Florey : Li-Ho-Kay
- 1949 : Artic Manhunt d'Ewing Scott : Narana
- 1949 : Apache Chief de Frank McDonald : Watona
- 1952 : Artic Flight de Lew Landers : Saranna Koonuk
- 1952 : Les Flèches brûlées (Flaming Feather) de Ray Enright : Turquoise
- 1953 : Conquest of Cochise de William Castle : Terua
- 1953 : J'aurai ta peau (I, the Jury) d'Harry Essex : Bonita
- 1953 : Killer Ape de Spencer Gordon Bennet : Shari
- 1954 : Yukon Vengeance de William Beaudine : « Yellow Flower »
- 1955 : Les Perles sanglantes (Pearl of the South Pacific) d'Allan Dwan : La mère
- 1956 : The Women of Pitcairn Island de Jean Yarbrough : Balhadi
- 1957 : L'Otage du gang (en) (Hot Summer Night) de David Friedkin : Dodie James
- 1960 : Magie noire de George Blair : Doris Scott
- 1961 : Les Cavaliers de l'enfer (Posse from Hell) d'Herbert Coleman (de) : Mme Hutchins
- 1963 : Le Collier de fer (Showdown) de R. G. Springsteen : L'épouse de Smithy

### Séries télévisées (sélection)
- 1949-1950 : The Lone Ranger
  - Saison 1, épisode 13 Finders Keepers (1949) de George Archainbaud : Beata
  - Saison 2, épisode 2, épisode 10 Masked Deputy : Mary Turner
- 1952-1953 : Les Aventures de Kit Carson (The Adventures of Kit Carson)
  - Saison 1, épisode 24 Curse of the Albas (1952) de John English : Maria Alba
  - Saison 2, épisode 6 Warwhoop (1952 - Maria) de John English, épisode 11 Road to Destiny (1952 - Rosa) de John English et Lew Landers, et épisode 16 Pledge to Danger (1952 - Maria Gonzales) de John English
  - Saison 3, épisode 6 Trouble at Fort Mojave (1953) et épisode 7 Powdersmoke Law (1953) : rôles non-spécifiés
- 1954 : Les Aventuriers du Far West (Death Valley Days)
  - Saison 3, épisode 7 Sequoia de Stuart E. McGowan : rôle non-spécifié
- 1956 : Sky King
  - Saison 2, épisode 19 Land o'Cotton de Jodie Copelan : Maria
- 1959 : Rawhide
  - Saison 1, épisode 6 Le Pouvoir et la Charrue (Incident of the Power and the Plow) d'Andrew V. McLaglen : Waneea

## Note et référence
1. ↑  Certaines sources, dont l'IMDb ci-dessus, mentionnent Forsyth (Montana) comme lieu de naissance.